# Christian Chesnot
Christian Chesnot est un journaliste français, spécialiste du Moyen-Orient, travaillant à la rédaction de France Inter depuis 2005.

## Biographie

### Formation
Christian Chesnot est diplômé de l'Institut d'études politiques de Paris (promotion 1987) et du Centre de formation des journalistes (CFJ, promotion 1989).

### Journaliste au Proche-Orient et au Moyen-Orient
Entre 1989 et 1990, Christian Chesnot est coopérant du service national en Égypte pour le quotidien francophone Le Progrès égyptien. Il reste ensuite au Caire comme correspondant free-lance de plusieurs journaux français de 1990 à 1992.
Après avoir été pigiste à Paris entre 1992 et 1994, il devient rédacteur en chef de la revue internationale de l'eau Hydroplus jusqu'en 1999.
À partir de cette date, il redevient correspondant free-lance mais cette fois-ci en Jordanie, et ce jusqu'à sa prise d'otage en 2004.
Il a également collaboré avec Radio France internationale et La Tribune de Genève.
Le 14 décembre 2015, il se voit décerner le Grand Prix de la Presse Internationale dans la catégorie « radio » pour l’ensemble de sa carrière de grand reporter et notamment ses nombreux reportages au Moyen-Orient.

### Prise d'otage
Il est enlevé en Irak le 20 août 2004 par l'armée islamique en Irak en compagnie de son confrère Georges Malbrunot et de leur chauffeur syrien Mohamed Al-Joundi. Les ravisseurs lancent un ultimatum au gouvernement français : annuler la loi sur la laïcité dans les 48 heures, en échange de quoi Christian Chesnot et Georges Malbrunot seraient libérés.
Après 124 jours de détention, Christian Chesnot et Georges Malbrunot sont libérés le 21 décembre 2004. Malgré le non-lieu en faveur de Philippe Brett et Philippe Evanno prononcé par Marie-Antoinette Houyvet, premier juge d'instruction au TGI de Paris, le 30 avril 2009, après plus de quatre ans d'instruction, il avait été bien précisé par les otages lors de leur retour en France que Philippe Brett et Philippe Evano n'avaient joué aucun rôle dans leur libération, menée par les services français, et avaient notamment inventé l'épisode de leur extraction d´Irak. Philippe Brett avait à l’époque prétendu dans une conversation avec Europe 1 se trouver en compagnie des otages sur une route irakienne, alors qu'il appelait de sa chambre dans un hôtel de Damas.
Selon The Times, la France a versé 15 millions de dollars (11,8 millions d'euros) pour la libération de Georges Malbrunot et de son confrère Christian Chesnot. Le gouvernement français maintient son démenti sur le versement d'une quelconque rançon.

### France Inter et France Culture
Depuis 2005, Christian Chesnot est journaliste au service étranger de la rédaction de France Inter (et depuis 2024 sur France Culture) où il est grand reporter spécialiste du Moyen-Orient. Il a notamment couvert l'élection présidentielle iranienne de 2009.

## Condamnation
Le 20 septembre 2018, Christian Chesnot et Georges Malbrunot sont condamnés en diffamation par le tribunal correctionnel de Paris, pour avoir accusé dans leur ouvrage Nos très chers émirs la sénatrice Nathalie Goulet d'avoir été rémunérée par le Qatar,,.

## Publications
- Christian Chesnot, La Bataille de l'eau au Proche-Orient, Paris, L'Harmattan, 1993, 222 p. (ISBN 2-7384-2242-X)

### Coauteur
- avec Joséphine Lama, Palestiniens 1948-1998 : génération fedayin : de la lutte armée à l'autonomie, Paris, éditions Autrement, août 1998, 243 p. (ISBN 978-2-86260-825-9)
- avec Georges Malbrunot, L'Irak de Saddam Hussein : portrait total, Paris, Éditions n°1, 22 janvier 2003, 272 p. (ISBN 2-84612-108-7)
- 2003 : Les années Saddam : révélations exclusives (auteur Saman Abdul Majid, avec la collaboration de Georges Malbrunot), éd. Fayard  (ISBN 2-213-61751-1)
- avec Georges Malbrunot, Mémoires d'otages : notre contre-enquête, Paris, Éditions J'ai lu, 30 décembre 2005, 253 p. (ISBN 2-290-35005-2)(BNF 39086606)
- 2005 : Mémoires d'otages : notre contre-enquête (coécrit avec Christian Chesnot)
  - Première édition : éd. Calmann-Lévy  (ISBN 2-7021-3597-8) (BNF 39969320)
  - Réédition au format poche : éd. J'ai lu  (ISBN 2-290-35005-2) ou  (ISBN 978-2-290-35005-8) (BNF 40087621)
- 2008 : Les révolutionnaires ne meurent jamais : conversations avec Georges Malbrunot (auteur Georges Habache), éd. Fayard, coll. « Témoignages pour l'histoire »  (ISBN 978-2-213-63091-5) (BNF 41193777)
- 2009 : avec Antoine Sfeir, Orient-Occident, le choc ? : les impasses meurtrières, Paris, Calmann-Lévy, 21 janvier 2009, 304 p. (ISBN 978-2-7021-3970-7)
- 2010 : Dans l'ombre de Ben Laden : révélations de son garde du corps repenti  (auteur Nasser Al-Bahri), éd. Michel Lafon  (ISBN 978-2-7499-1197-7)
- 2013 : avec Georges Malbrunot, Qatar : les secrets du coffre-fort, Paris, Éditions Michel Lafon, 17 mars 2013, 333 p. (ISBN 978-2-7499-1919-5)
- 2014 : avec Georges Malbrunot, Les Chemins de Damas, le dossier noir de la relation franco-syrienne, Éditions Robert Laffont, 2014
- 2019 : avec Georges Malbrunot, Nos très chers émirs, Paris, Éditions Michel Lafon, 20 octobre 2016 (ISBN 978-2-7499-2487-8)
- 2019 : avec Georges Malbrunot, Qatar papers : Comment l'émirat finance l'islam de France et d'Europe, Paris, Éditions Michel Lafon, 4 avril 2019, 300 p. (ISBN 978-2-7499-3636-9)
- 2022 : avec Georges Malbrunot, Le déclassement français : Élysée, Quai d'Orsay, DGSE : les secrets d'une guerre d'influence stratégique, Éditions Michel Lafon, 2022
- 2024 : avec Georges Malbrunot, MBS confidentiel, M. Lafon.